# Follmanniella
Follmanniella es un género de hongos liquenizados en la familia Roccellaceae. Es un género monotípico, su única especie es Follmanniella scutellata.